# Columbella rusticoides
Columbella rusticoides är en snäckart som beskrevs av Angelo Heilprin 1886. Columbella rusticoides ingår i släktet Columbella och familjen Columbellidae. Inga underarter finns listade i Catalogue of Life.